# Just a Little Bit of You
Singles de Michael Jackson
We're Almost There
(1973) One Day in Your Life
(1973)
Just a Little Bit of You est une chanson de 1975 de Michael Jackson tirée de son album Forever, Michael. Cet album est le quatrième de Jackson, sorti quand il était âgé de 16 ans. Just a Little Bit of You devient le plus gros succès de Jackson en solo en trois ans, en entrant à la 23e place du classement américain  Billboard Pop Singles et se classant 4e dans le classement Soul Singles. La chanson a été produite par Edward Holland, Jr.

## Classements
| Classement (1975)               | Meilleure position |
| ------------------------------- | ------------------ |
| Billboard Hot 100               | 23                 |
| Billboard Hot R&B/Hip-Hop Songs | 4                  |

## Crédits
- Le chant est assuré par Michael Jackson.
- La chanson est produite par Brian Holland, Eddie Holland et Hal Davis.